# UNES Futbol Club Barcelona
L'UNES Futbol Club Barcelona és un equip de Bàsquet amb cadira de rodes fundat el 1967 amb el nom d'UNES Unió Esportiva i que des de 2001 forma part de les seccions esportives amateurs del Futbol Club Barcelona. Disputa a la divisió Primera Nacional al Palau Municipal d'Esports Juan Carlos Navarro de Sant Feliu de Llobregat.
El 2001 es va arribar a un acord de col·laboració amb l'Institut Guttmann, i l'equip passà a fomrar part de les seccions esportives del Futbol Club Barcelona amb el nom de FC Barcelona-Institut Guttmann. A partir del 2009, el Futbol Club Barcelona arribà a un nou acord i és l'entitat sense ànim de lucre UNES Unió Esportiva qui va passar a gestionar la secció de bàsquet en cadira de rodes.
El seu director responsable és Joan Bladé i l'entrenador actual és Oriol Claret.

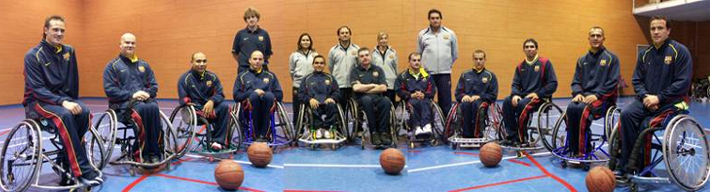
Plantilla del FC Barcelona-Institut Guttman

## Palmarès
- Copa catalana de basquet en cadira de rodes: 2017,[6] 2021,[7] 2022,[8] 2023.[9]
- Supercopa catalana de basquet en cadira de rodes: 2017,[10] 2021,[11] 2023.[12]